# Muharji
Muharji (znanstveno ime Muscicapidae) so družina ptic iz reda pevcev, razširjena predvsem po Starem svetu. Opisanih je 357 zdaj živečih vrst v 57 rodovih.

## Opis
So majhni do srednje veliki ptiči, največkrat z rjavo ali črnobelo operjenostjo, ki jo pri mnogih vrstah dopolnjujejo vzorci modre, rjaste ali rumene barve, izjemoma so lahko tudi zelo pisani. Samci in samice so si načeloma podobni, le pri nekaterih vrstah so samci bolj pisani. Imajo kratek, oster kljun, prilagojen za prehranjevanje z žuželkami. Peruti, rep in noge so praviloma srednje velikosti, le predstavniki nekaterih rodov imajo zelo dolg rep.
Prehranjujejo se pretežno z žuželkami in drugimi majhnimi nevretenčarji, pri čemer pa lahko tudi jagodičevje in semena predstavljajo znaten del prehrane. Večinoma so monogamni, za zarod skrbita oba starša, gnezditvene navade pa so zelo raznolike.

## Habitat in razširjenost
Različne vrste naseljujejo različne habitate, kjer lovijo svoj plen. Razširjeni so predvsem po Starem svetu, kjer gnezdijo vse do skrajnega severa, pozimi pa se iz severnejših predelov sveta odselijo južneje. Nekateri predstavniki, kot je modra taščica, gnezdijo tudi na Aljaski na skrajnem severozahodu Severne Amerike.

## Sistematika
Sistematika muharjev je težavna, saj ni zanesljivih morfoloških in ekoloških znakov, ki bi jih razločevali. V širšem smislu so tradicionalno uvrščali mednje tudi drozge (Turdidae) in timalije (Timaliidae), ki jih druži dobro razvito 10. primarno letalno pero na perutih in prilagojenost na lov za žuželke. Šele z molekularno revizijo je postalo jasno, da gre za samostojne družine in da so drozgi sestrska družina muharjev, vendar razumevanje sorodstvenih razmerij ostaja težavno.

### Rodovi
International Ornithologists' Union prepoznava 357 vrst in družino deli v 57 rodov. Podrazdelitve je predlagal Sangster et al (2010).
Družina Muscicapidae
- Poddružina Muscicapinae (Fleming, 1822)
  - Pleme Copsychini (Sundevall, 1872)
    - Alethe
    - Tychaedon
    - Cercotrichas
    - Copsychus

  - Pleme Muscicapini (Fleming, 1822)
    - Agricola
    - Fraseria
    - Melaenornis (7 vrst)
    - Namibornis (1 vrsta)
    - Empidornis (1 vrsta)
    - Sigelus (1 vrsta)
    - Bradornis (3 vrste)
    - Myornis (1 vrsta)
    - Artomyias (2 vrsti)
    - Humblotia (1 vrsta)
    - Muscicapa (17 vrst)
- Poddružina Niltavinae (Sangster, Alström, Forsmark and Olsson, 2010)[6][a]
  - Leucoptilon (1 vrsta)
  - Sholicola[8]
  - Niltava – niltave
  - Cyanoptila – muharji
  - Eumyias – modri muharji
  - Anthipes – muharji
  - Cyornis – modri muharji
- Poddružina Erithacinae (G.R. Gray, 1846) – afriške gozdne taščice[b]
  - Erithacus – ena vrsta: evropska taščica
  - Swynnertonia (1 vrsta)
  - Pogonocichla (1 vrsta)
  - Stiphrornis (3 vrste)
  - Cossyphicula
  - Chamaetylas – (4 vrste)
  - Cossypha
  - Cichladusa
  - Xenocopsychus (1 vrsta)
  - Dessonornis
  - Sheppardia
- Poddružina Saxicolinae (Vigors, 1825)
  - Irania – ena vrsta: belogrlež
  - Luscinia – slavci in sorodniki
  - Myiomela – taščice
  - Calliope
  - Enicurus – škarjerepci
  - Cinclidium (1 vrsta)
  - Myophonus
  - Heinrichia (1 vrsta)
  - Vauriella
  - Leonardina (1 vrsta)
  - Brachypteryx
  - Larvivora – vzhodne in jugovzhodne azijske taščice
  - Ficedula – muharji
  - Tarsiger
  - Heteroxenicus (1 vrsta)
  - Phoenicurus
  - Monticola
  - Saxicola
  - Campicoloides (1 vrsta)
  - Emarginata
  - Pinarochroa (1 vrsta)
  - Thamnolaea (1 vrsta)
  - Myrmecocichla
  - Oenanthe